# وسام سيلفستر

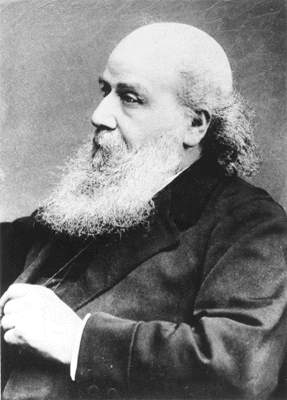
جيمس جوزيف سيلفستر، عالم الرياضيات التي سميت الجائزة على شرفه

وسام سيلفستر هي ميدالية برونزية تمنحها الجمعية الملكية في لندن لتشجيع البحوث الرياضية بالإضافة إلى مبلغ قدره 1,000£. سُميت الجائزة على شرف جيمس سيلفستر ومنحت لأول مرة في عام 1901 بعد اقتراح مجموعة من أصدقاء لسيلفستر عقب وفاته في 1897. تمنح الجائزة كل ثلاث سنوات حتى عام 2009 حيث أعلنت الجمعية الملكية عن منحها في كل سنتين.

## قائمة الفائزين بالميدالية
| الرقم | صورة للفائز | اسمه           | جنسيته | مساهمته                              |
| ----- | ----------- | -------------- | ------ | ------------------------------------ |
| 1     |             | هنري بوانكاريه | فرنسي  | لمساهماته العديدة في العلوم الرياضيه |